# Lee Kyu-ro
Lee Kyu-ro ((이규로?, 李奎魯?); Sunchang, 20 agosto 1988) è un calciatore sudcoreano, centrocampista del Jeonbuk Hyundai Motors.